# Prunișor (gmina)
Prunișor – gmina w Rumunii, w okręgu Mehedinți. Obejmuje miejscowości Arvătești, Balota, Bâltanele, Cervenița, Dragotești, Fântâna Domnească, Gârnița, Ghelmegioaia, Gutu, Igiroasa, Lumnic, Mijarca, Prunaru, Prunișor i Zegaia. W 2011 roku liczyła 2029 mieszkańców.